# Anoploderomorpha excavata
Anoploderomorpha excavata là một loài bọ cánh cứng trong họ Cerambycidae.